# Kaderspel

De structuur van de kaders en ankers voor 47 cm (groot biljart) en 38 cm (klein biljart) kaderspel

Het kaderspel is een spelsoort van het carambolebiljart die is bedacht om het maken van grote series met korte, voor het publiek weinig spectaculaire stoten te bemoeilijken. Daartoe wordt langs elke band een evenwijdige lijn getrokken zodat in de hoeken vierkante kaders en langs de randen langwerpige kaders ontstaan. Als beide aanspeelballen binnen de lijn liggen, dan moet, afhankelijk van de spelsoort, bij de eerste, tweede of derde carambole een van die ballen het vak verlaten.

## Beginperiode
In het begin werd het kaderspel ook al spoedig een te gemakkelijk spel gevonden en de regels werden strenger gemaakt. Allerlei indelingen van het speelvlak zijn geprobeerd, zelfs met lijnen niet evenwijdig aan een band. Vroeger mocht in het middenvak gewoon gespeeld worden maar in de loop der jaren werden daarop ook de kaderregels van toepassing. In het driestootskader worden geen officiële wedstrijden meer georganiseerd.

## Huidige spelvormen
Op de grote tafel (2,85 × 1,42 m) zijn drie soorten kader in gebruik:  47/2, 71/2 en 47/1. Daarbij geeft 47 of 71 de grootte van de kaders aan; 47 cm is ongeveer een derde van de lengte van de korte band en 71 cm de helft van de korte band. Met de extensie /2 of /1 wordt aangegeven hoeveel caramboles gemaakt mogen worden waarbij beide aanspeelballen binnen het kader blijven liggen. Na of tijdens de laatste toegestane carambole moet een van de aanspeelballen het kader verlaten hebben. De score blijft geldig als de aanspeelbal terugkeert. In het middenvak gelden tegenwoordig dezelfde regels.

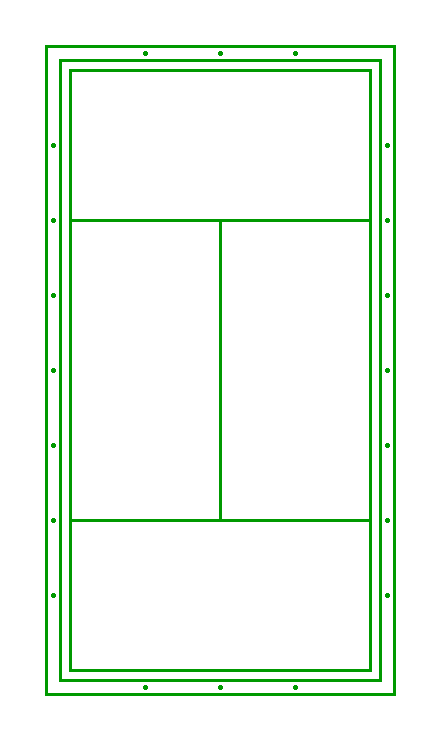
Belijning voor het in Nederland gespeelde neo-kader

Op de kleine tafel (2,30 × 1,15 m) zijn in gebruik: 38/2, 38/1, 57/2 en 57/1 plus in Nederland het nieuwe neo-kader (zie belijningsschets rechts). Bovengenoemde kadervormen hebben respectievelijk 9, 6 en 4 vakken.

## Moeilijkheidsgraad
De moeilijkheidsgraad van de verschillende kaderspelen valt af te lezen aan wat zowel in Nederland als in België in de ereklasse de partijlengtes zijn. Bij 47/2 gaat het om 300 caramboles, bij 71/2 om 250 en bij 47/1 om 200 caramboles. De partijen zijn (evenals in de overige spelsoorten) in de loop van de jaren korter geworden. Bij het moeilijke 47/1 bedroeg de partijlengte bij internationale kampioenschappen lange tijd 300 punten. De Nederlander Hans Vultink was de eerste die erin slaagde om ze in één beurt te maken.

## Gebruik van ankers
Ankers zijn bedacht om het spel te bemoeilijken waar een kaderlijn bij de band komt. Daarom worden aan de banden 'ankers' aangebracht; dat wil zeggen dat er een vierkant wordt getekend met zijden van 17,8 cm. In de ankers gelden dezelfde regels als in de kaders. Binnen het anker mag maar 2 respectievelijk 1 keer een punt gemaakt worden zonder dat een aanspeelbal het anker (tijdelijk) verlaat, óók als de aanspeelballen wel in twee verschillende kaders liggen. In Nederland worden ankers gebruikt in de persoonlijke kampioenschappen in de hoogste klassen. In lagere klassen en in de Nederlandse competitie worden geen ankers gebruikt.

## Gang van zaken in de partij
Als beide aanspeelballen in eenzelfde kader of anker liggen, dan zegt bij het tweestootskader de arbiter entrée ('binnengekomen'). Als ze na de volgende carambole nog steeds in het vak liggen, dan zegt de scheidsrechter dedans ('binnen'). Bij de eenstootsspelsoorten is er geen entrée, maar direct dedans. Als ze na de volgende stoot nog steeds binnen hetzelfde kader of anker liggen, dan heet de positie restée dedans ('binnen gebleven') en is de beurt van de speler over.
De spelers streven ernaar om de ballen steeds aan beide zijden van een lijn te houden, die positie heet à cheval ('te paard'). Vooral rond de kruising van lijnen zijn er mogelijkheden om grote series te maken. Er wordt dan vaak een rappel ('terugroep') gedaan. Een van de aanspeelballen gaat dan ongeveer via de lijn naar de band, keert terug en tikt zachtjes de achtergebleven ballen weer in een perfecte positie. Het moeilijkst is een 'lange rappel', waarbij een bal helemaal naar de andere kant van het biljart moet. Genoemde serie van 300 van Vultink bevatte een dergelijke rappel, die dan ook een ovatie uitlokte toen hij op de millimeter slaagde.
Wordt er met ankers gespeeld, dan kunnen de ballen à cheval partout liggen, 'overal te paard', wat wil zeggen dat er noch bij de kaderlijn noch bij het anker iets bijzonders aan de hand is.
5-ball ·
5-pins ·
Annoncé ·
Bandstoten ·
Driebanden ·
Kaderspel ·
Kunststoten ·
Libre ·
Tien over rood ·
Vijfkamp